# Championnat du monde moins de 18 ans de hockey sur glace 2022
Navigation
Édition 2021 Édition 2023
Le Championnat du monde moins de 18 ans de hockey sur glace 2022 est la 23e édition de cette compétition de hockey sur glace organisée par la Fédération internationale de hockey sur glace. Il a lieu du 23 avril au 1er mai 2022 à Landshut et Kaufbeuren, dans le sud de l'Allemagne.
Les six divisions inférieures sont disputées indépendamment du groupe élite.

## Format de la compétition
Le groupe principal (Division Élite) regroupe 10 équipes réparties en deux poules de 5 qui disputent un tour préliminaire. Les 4 premiers de chaque poule sont qualifiés pour les quarts de finale et les derniers de chaque poule s'affrontent en 2 matchs gagnants où le perdant est relégué en Division IA.
Pour les autres divisions, les équipes s’affrontent entre elles et, à l'issue de la compétition, le premier est promu dans la division supérieure et le dernier est relégué dans la division inférieure, sauf en Division IIIB où il n'y a pas de relégation.
Lors des phases de poule, les points sont attribués ainsi :
- victoire : 3 points ;
- victoire en prolongation ou aux tirs de fusillade : 2 points ;
- défaite en prolongation ou aux tirs de fusillade : 1 point ;
- défaite : 0 point.

## Division Élite
La Division Élite regroupe 10 équipes, réparties en deux groupes :
| Groupe A                                         | Groupe B                              |
| ------------------------------------------------ | ------------------------------------- |
| Allemagne Canada États-Unis Tchéquie Biélorussie | Finlande Lettonie Suède Suisse Russie |

La Biélorussie et la Russie sont excluent de la compétition en raison de l'invasion de l'Ukraine.
Les 8 équipes restantes sont réparaties dans les 2 groupes et seront toutes qualifiées pour les quarts de finale. Le tour de relégation est supprimé et aucune équipe ne sera reléguée en Division IA.

### Officiels
20 officiels ont été désignés pour officier lors de cette compétition :
| Arbitres                                                               | Arbitres                                                                            | Juges de ligne                                                               | Juges de ligne                                                               |
| ---------------------------------------------------------------------- | ----------------------------------------------------------------------------------- | ---------------------------------------------------------------------------- | ---------------------------------------------------------------------------- |
| Cedric Borga Marc Iwert Lukas Kohlmüller Mike Langin Niclas Lundsgaard | Richard Magnusson Zsombor Pálkövi Peter Schlittenhardt Jakub Sindel Sakari Suominen | Sebastian Bedynek Eric Cattaneo Onni Hautamäki David Klouček Patrick Laguzov | Anders Nyqvist Davids Rozitis Tobias Schwenk John Waleski Tarrington Wyonzek |

### Tour préliminaire

#### Groupe A

##### Matchs
| 23 avril | Tchéquie | 4-2 (1-1, 3-1, 0-0) | Allemagne | Fanatec Arena 2 910 spectateurs |

| Feuille de match | Feuille de match | Feuille de match        | Feuille de match                                                    | Feuille de match                                                                                   |
| ---------------- | --- | ----------------------- | ------------------------------------------------------------------- | -------------------------------------------------------------------------------------------------- |
|                  | - Slavíček (Rymon) — 19 min 25 s - Kulich (Prčík, Šalé) — 31 min 1 s (SN) Bares (Šalé, Petr) — 36 min 45 s (SN) Kulich (Šalé, Petr) — 39 min 30 s (SN) | 0-1 1-1 1-2 2-2 3-2 4-2 | Kechter (Lutz) — 6 min 42 s - Hauf (Elias, Krening) — 24 min 44 s - | Arbitrage : Cedric Borga et Niclas Lundsgaard Juges de lignes : Sebastian Bedynek et Eric Cattaneo |
| Spunar           | Gardiens | Wolf                    |                                                                     | Arbitrage : Cedric Borga et Niclas Lundsgaard Juges de lignes : Sebastian Bedynek et Eric Cattaneo |
| 4 min            | Pénalités | 12 min                  |                                                                     | Arbitrage : Cedric Borga et Niclas Lundsgaard Juges de lignes : Sebastian Bedynek et Eric Cattaneo |
| 62               | Tirs | 15                      |                                                                     | Arbitrage : Cedric Borga et Niclas Lundsgaard Juges de lignes : Sebastian Bedynek et Eric Cattaneo |

| 23 avril | Canada | 3-8 (0-2, 3-4, 0-2) | États-Unis | Fanatec Arena 2 512 spectateurs |

| Feuille de match | Feuille de match                                                                                        | Feuille de match                            | Feuille de match | Feuille de match                                                                                    |
| ---------------- | --- | ------------------------------------------- | --- | --------------------------------------------------------------------------------------------------- |
|                  | - Wood (Bedard) — 24 min 42 s Ward — 25 min 55 s (TP) - Bedard (Moldenhauer, Pickering) — 31 min 43 s - | 0-1 0-2 1-2 2-2 2-3 2-4 3-4 3-5 3-6 3-7 3-8 | Howard (Hutson) — 4 min 20 s Howard (Brindley, Nazar) — 18 min 52 s - Cooley (Gauthier) — 29 min 21 s Lucius (Chesley, Stramel) — 30 min 10 s - Chesley — 34 min 33 s Howard (Nazar, Brzustewick) — 38 min 37 s Spicer (Kaplan) — 49 min 15 s Howard (Cooley, Powell) — 50 min 21 s | Arbitrage : Richard Magnusson et Sakari Suominen Juges de lignes : Onni Hautamäki et Anders Nyqvist |
| Dyck             | Gardiens                                                                                                | Augustine                                   | | Arbitrage : Richard Magnusson et Sakari Suominen Juges de lignes : Onni Hautamäki et Anders Nyqvist |
| 8 min            | Pénalités                                                                                               | 8 min                                       | | Arbitrage : Richard Magnusson et Sakari Suominen Juges de lignes : Onni Hautamäki et Anders Nyqvist |
| 30               | Tirs | 51                                          | | Arbitrage : Richard Magnusson et Sakari Suominen Juges de lignes : Onni Hautamäki et Anders Nyqvist |

| 24 avril | États-Unis | 6-2 (0-1, 4-0, 2-1) | Tchéquie | Fanatec Arena 1 012 spectateurs |

| Feuille de match | Feuille de match | Feuille de match                | Feuille de match                                         | Feuille de match                                                                                  |
| ---------------- | --- | ------------------------------- | -------------------------------------------------------- | ------------------------------------------------------------------------------------------------- |
|                  | - Howard (Casey, Muszelik) — 25 min 35 s (SN) Snuggerud (Cooley, Gauthier) — 28 min 26 s Leonard (Hutson) — 28 min 56 s McGroarty (Kaplan) — 32 min 37 s Cooley (Gauthier) — 48 min 35 s (SN) - McGroarty (Lucius, Stramel) — 53 min 29 s | 0-1 1-1 2-1 3-1 4-1 5-1 5-2 6-2 | Kulich — 12 min 1 s (TP) - Plos (Hamara) — 52 min 35 s - | Arbitrage : Richad Magnusson et Zsombor Pálkövi Juges de lignes : Eris Cattaneo et Anders Nyqvist |
| Muszelik         | Gardiens | Schnattinger                    |                                                          | Arbitrage : Richad Magnusson et Zsombor Pálkövi Juges de lignes : Eris Cattaneo et Anders Nyqvist |
| 14 min           | Pénalités | 8 min                           |                                                          | Arbitrage : Richad Magnusson et Zsombor Pálkövi Juges de lignes : Eris Cattaneo et Anders Nyqvist |
| 39               | Tirs | 37                              |                                                          | Arbitrage : Richad Magnusson et Zsombor Pálkövi Juges de lignes : Eris Cattaneo et Anders Nyqvist |

| 24 avril | Allemagne | 3-8 (0-2, 2-2, 1-4) | Canada | Fanatec Arena 2 075 spectateurs |

| Feuille de match | Feuille de match | Feuille de match                            | Feuille de match | Feuille de match                                                                                       |
| ---------------- | --- | ------------------------------------------- | --- | --- |
|                  | - Lutz (Oswald, Bettahar) — 31 min 58 s Kechter (Lutz, Oswald) — 34 min 28 s (SN) Lutz (Oswald, Bettahar) — 40 min 25 s (2 SN) - | 0-1 0-2 0-3 0-4 1-4 2-4 3-4 3-5 3-6 3-7 3-8 | Siepmann (Lorenz, Collins) — 7 min 16 s Goyette (Lorenz, Siepmann) — 7 min 40 s Bedard (Fantilli, Sova) — 24 min 36 s (SN) Schuurman (Goyette) — 25 min 22 s - Bedard — 43 min 21 s (SN) Bedard — 44 min 34 s Wood (Davies) — 45 min 39 s Parker — 57 min 28 s (SN) | Arbitrage : Niclas Lundsgaard et Sakari Suominen Juges de lignes : Sebastian Bedynek et Davids Rozitis |
| Dietl            | Gardiens | Lalonde                                     | | Arbitrage : Niclas Lundsgaard et Sakari Suominen Juges de lignes : Sebastian Bedynek et Davids Rozitis |
| 39 min           | Pénalités | 31 min                                      | | Arbitrage : Niclas Lundsgaard et Sakari Suominen Juges de lignes : Sebastian Bedynek et Davids Rozitis |
| 36               | Tirs | 49                                          | | Arbitrage : Niclas Lundsgaard et Sakari Suominen Juges de lignes : Sebastian Bedynek et Davids Rozitis |

| 26 avril | Canada | 5-6 (pr) (1-1, 2-3, 2-1, 0-1) | Tchéquie | Fanatec Arena 326 spectateurs |

| Feuille de match | Feuille de match | Feuille de match                            | Feuille de match | Feuille de match                                                                                 |
| ---------------- | --- | ------------------------------------------- | --- | ------------------------------------------------------------------------------------------------ |
|                  | Moldenhauer (Dragicevic, Fantilli) — 1 min 55 s - Fantilli — 22 min 38 s (SN) - Dragicevic (Lorenz, Goyette) — 34 min 43 s - Siepmann (Filmon) — 41 min 40 s Delic (Pickering, Hvidston) — 49 min 6 s - | 1-0 1-1 1-2 2-2 2-3 3-3 3-4 4-4 5-4 5-5 5-6 | - Bares (Hamara, Šalé) — 5 min 59 s (SN) Kulich (Hamara, Šalé) — 21 min 35 s (SN) - Gaspar — 27 min 29 s (2 SN) - Kulich (Šalé, Šapovaliv) — 35 min 15 s (SN) - Hamara (Kulich) — 57 min 26 s Hamara — 61 min 50 s (SN) | Arbitrage : Zsombor Pálköviet Sakari Suominen Juges de lignes : Onni Hautamäki et Davids Rozitis |
| Dyck             | Gardiens | Spunar                                      | | Arbitrage : Zsombor Pálköviet Sakari Suominen Juges de lignes : Onni Hautamäki et Davids Rozitis |
| 16 min           | Pénalités | 6 min                                       | | Arbitrage : Zsombor Pálköviet Sakari Suominen Juges de lignes : Onni Hautamäki et Davids Rozitis |
| 24               | Tirs | 52                                          | | Arbitrage : Zsombor Pálköviet Sakari Suominen Juges de lignes : Onni Hautamäki et Davids Rozitis |

| 26 avril | États-Unis | 10-2 (3-0, 5-0, 2-2) | Allemagne | Fanatec Arena 1 438 spectateurs |

| Feuille de match | Feuille de match | Feuille de match                                  | Feuille de match                                                                | Feuille de match                                                                                |
| ---------------- | --- | ------------------------------------------------- | ------------------------------------------------------------------------------- | ----------------------------------------------------------------------------------------------- |
|                  | McGroarty (Lucius, Chesley) — 44 s Smith (Snuggerud) — 5 min 55 s Kaplan (Powell, Leonard) — 13 min 17 s McGroarty (Hutson, Lucius) — 20 min 25 s Gauthier (Casey, Cooley) — 24 min 19 s (SN) Spicer (Kaplan) — 28 min 37 s Spicer (Lucius) — 33 min 25 s Stramel (Hutson) — 38 min 47 s - Casey — 53 min Smith (Nazar) — 55 min 57 s - | 1-0 2-0 3-0 4-0 5-0 6-0 7-0 8-0 8-1 9-1 10-1 10-2 | - Assavolyuk (Trompann, Sinn) — 50 min 20 s (SN) - Hauf (Krening) — 56 min 34 s | Arbitrage : Cedric Borga et Richard Magnusson Juges de lignes : Eric Cattaneo et Anders Nyqvist |
| Augustine        | Gardiens | Wolf (32 min 13 s) Dietl (27 min 47 s)            |                                                                                 | Arbitrage : Cedric Borga et Richard Magnusson Juges de lignes : Eric Cattaneo et Anders Nyqvist |
| 33 min           | Pénalités | 12 min                                            |                                                                                 | Arbitrage : Cedric Borga et Richard Magnusson Juges de lignes : Eric Cattaneo et Anders Nyqvist |
| 55               | Tirs | 22                                                |                                                                                 | Arbitrage : Cedric Borga et Richard Magnusson Juges de lignes : Eric Cattaneo et Anders Nyqvist |

##### Classement
| Clt   | Équipe     | PJ | V | VP | D | DP | BP | BC | Diff | Pts |
| ----- | ---------- | -- | - | -- | - | -- | -- | -- | ---- | --- |
| +001, | États-Unis | 3  | 3 | 0  | 0 | 0  | 24 | 7  | +17  | 9   |
| +002, | Tchéquie   | 3  | 1 | 1  | 1 | 0  | 12 | 13 | -1   | 5   |
| +003, | Canada     | 3  | 1 | 0  | 1 | 1  | 16 | 17 | -1   | 4   |
| +004, | Allemagne  | 3  | 0 | 0  | 3 | 0  | 7  | 22 | -15  | 0   |

- En gras, qualifié pour les quarts de finale

Pour les significations des abréviations, voir statistiques du hockey sur glace.

#### Groupe B

##### Matchs
| 23 avril | Finlande | 6-2 (1-1, 3-1, 2-0) | Suisse | Erdgas Schwaben Arena 692 spectateurs |

| Feuille de match | Feuille de match | Feuille de match                | Feuille de match                                                  | Feuille de match                                                                                 |
| ---------------- | --- | ------------------------------- | ----------------------------------------------------------------- | ------------------------------------------------------------------------------------------------ |
|                  | Lassila (Kemell, Kiviharju) — 16 s - Kemell (Kulonummi) — 23 min 52 s (SN) Nyman (Kiviharju, Halttunen) — 26 min 13 s (SN) Hämeenaho — 30 min 58 s - Rönni — 58 min 32 s (CV) Uronen — 59 min 25 s (CV) | 1-0 1-1 2-1 3-1 4-1 4-2 5-2 6-2 | - Weber (Naber) — 17 min 15 s (SN) - Schild (Terraneo) — 37 min - | Arbitrage : Marc Iwert et Peter Schlittenhardt Juges de lignes : Patrick Laguzov et John Waleski |
| Kokko            | Gardiens | Uberti                          |                                                                   | Arbitrage : Marc Iwert et Peter Schlittenhardt Juges de lignes : Patrick Laguzov et John Waleski |
| 33 min           | Pénalités | 16 min                          |                                                                   | Arbitrage : Marc Iwert et Peter Schlittenhardt Juges de lignes : Patrick Laguzov et John Waleski |
| 35               | Tirs | 19                              |                                                                   | Arbitrage : Marc Iwert et Peter Schlittenhardt Juges de lignes : Patrick Laguzov et John Waleski |

| 23 avril | Lettonie | 3-2 (1-0, 2-2, 0-0) | Suède | Erdgas Schwaben Arena 854 spectateurs |

| Feuille de match | Feuille de match | Feuille de match    | Feuille de match                                                                                   | Feuille de match                                                                                  |
| ---------------- | --- | ------------------- | -------------------------------------------------------------------------------------------------- | ------------------------------------------------------------------------------------------------- |
|                  | Darzins (Vilmanis, Bulans) — 9 min 47 s (SN) - Nazarenko (Kruklitis, Urbanovics) — 27 min 24 s - Mateiko (Bukarts, Rullers) — 38 min 49 s (SN) | 1-0 1-1 2-1 2-2 3-2 | - Östlund (Öhgren, Odelius) — 26 min 14 s (SN) - Bystedt (M. Hävelid, Wagner) — 33 min 55 s (SN) - | Arbitrage : Lukas Kohlmüller et Mike Langin Juges de lignes : David Klouček et Tarrington Wyoncek |
| Rolovs           | Gardiens | H. Hävelid          | | Arbitrage : Lukas Kohlmüller et Mike Langin Juges de lignes : David Klouček et Tarrington Wyoncek |
| 8 min            | Pénalités | 8 min               | | Arbitrage : Lukas Kohlmüller et Mike Langin Juges de lignes : David Klouček et Tarrington Wyoncek |
| 21               | Tirs | 25                  | | Arbitrage : Lukas Kohlmüller et Mike Langin Juges de lignes : David Klouček et Tarrington Wyoncek |

| 24 avril | Finlande | 4-1 (1-1, 2-0, 1-0) | Lettonie | Erdgas Schwaben Arena 683 spectateurs |

| Feuille de match | Feuille de match | Feuille de match    | Feuille de match                | Feuille de match                                                                              |
| ---------------- | --- | ------------------- | ------------------------------- | --------------------------------------------------------------------------------------------- |
|                  | Halttunen (Nyman) — 11 min 56 s - Lassila (Kulonummi, Kiviharju) — 23 min 41 s Laakkso (Vuorio) — 25 min 33 s Halttunen (Kärki, Rönni) — 44 min 33 s | 1-0 1-1 2-1 3-1 4-1 | - Locmelis — 18 min 19 s (TP) - | Arbitrage : Mika Langin et Jakub Sindel Juges de lignes : David Klouček et Tarrington Wyonzek |
| Leinonen         | Gardiens | Rolovs              |                                 | Arbitrage : Mika Langin et Jakub Sindel Juges de lignes : David Klouček et Tarrington Wyonzek |
| 4 min            | Pénalités | 6 min               |                                 | Arbitrage : Mika Langin et Jakub Sindel Juges de lignes : David Klouček et Tarrington Wyonzek |
| 35               | Tirs | 16                  |                                 | Arbitrage : Mika Langin et Jakub Sindel Juges de lignes : David Klouček et Tarrington Wyonzek |

| 24 avril | Suède | 6-2 (0-0, 1-2, 5-0) | Suisse | Erdgas Schwaben Arena 946 spectateurs |

| Feuille de match | Feuille de match | Feuille de match                | Feuille de match                                                       | Feuille de match                                                                               |
| ---------------- | --- | ------------------------------- | ---------------------------------------------------------------------- | ---------------------------------------------------------------------------------------------- |
|                  | - Carlsson (Pettersson) — 32 min 14 s - Lekkerimäki (M. Hävelid) — 43 min 4 s Carlsson — 44 min 46 s Östlund (Öhgren, Odelius) — 46 min 34 s (SN) Wagner (Rudslätt) — 47 min 18 s Lekkerimäki (Almgren, Östlund) — 51 min 13 s (SN) | 0-1 1-1 1-2 2-2 3-2 4-2 5-2 6-2 | Weber (Fullemann) — 30 min 56 s (SN) - Weber (Fiebiger) — 39 min 2 s - | Arbitrage : Marc Iwert et Lukas Kohlmüller Juges de lignes : Patrick Laguzov et Tobias Schwenk |
| Swedin           | Gardiens | Beglieri                        |                                                                        | Arbitrage : Marc Iwert et Lukas Kohlmüller Juges de lignes : Patrick Laguzov et Tobias Schwenk |
| 8 min            | Pénalités | 10 min                          |                                                                        | Arbitrage : Marc Iwert et Lukas Kohlmüller Juges de lignes : Patrick Laguzov et Tobias Schwenk |
| 40               | Tirs | 27                              |                                                                        | Arbitrage : Marc Iwert et Lukas Kohlmüller Juges de lignes : Patrick Laguzov et Tobias Schwenk |

| 26 avril | Suisse | 4-3 (1-2, 2-1, 1-0) | Lettonie | Erdgas Schwaben Arena 257 spectateurs |

| Feuille de match | Feuille de match | Feuille de match            | Feuille de match | Feuille de match                                                                               |
| ---------------- | --- | --------------------------- | --- | ---------------------------------------------------------------------------------------------- |
|                  | - Terraneo (Lurati) — 2 min 46 s - Greuter (Mazzola) — 24 min 14 s Reinhard (Pauli) — 27 min 39 s - Pont (Fiebiger, Terraneo) — 50 min 51 s | 0-1 1-1 1-2 2-2 3-2 3-3 4-3 | Mateiko (Kruklitis, Polakovs) — 1 min 22 s - Veckaktins (Bukarts) — 16 min 41 s (SN) - Livsics (Bukats, Kurbaka) — 39 min 50 s - | Arbitrage : Lukas Kohlmüller et Jakub Sindel Juges de lignes : David Klouček et Tobias Schwenk |
| Beglieri         | Gardiens | Rolovs                      | | Arbitrage : Lukas Kohlmüller et Jakub Sindel Juges de lignes : David Klouček et Tobias Schwenk |
| 6 min            | Pénalités | 6 min                       | | Arbitrage : Lukas Kohlmüller et Jakub Sindel Juges de lignes : David Klouček et Tobias Schwenk |
| 26               | Tirs | 23                          | | Arbitrage : Lukas Kohlmüller et Jakub Sindel Juges de lignes : David Klouček et Tobias Schwenk |

| 26 avril | Suède | 4-3 (2-1, 2-1, 0-1) | Finlande | Erdgas Schwaben Arena 684 spectateurs |

| Feuille de match | Feuille de match | Feuille de match            | Feuille de match | Feuille de match                                                                                     |
| ---------------- | --- | --------------------------- | --- | --- |
|                  | M. Hävelid (Lekkerimäki, Öhgren) — 10 min 29 s - Almgren (Östlund, Lekkerimäki) — 17 min 46 s (SN) Bystedt (Born, Pettersson) — 28 min 5 s M. Hävelid (Salomonsson) — 31 min 13 s - | 1-0 1-1 2-1 3-1 4-1 4-2 4-3 | - Rönni (Halttunen, Kulonummi) — 16 min 6 s - Hämeenaho (Rönni, Nyman) — 34 min 21 s (SN) Uronen (Hämeenaho) — 48 min 24 s | Arbitrage : Mike Langin et Peter Schlittenhardt Juges de lignes : John Waleski et Tarrington Wyonzek |
| H. Hävelid       | Gardiens | Leinonen                    | | Arbitrage : Mike Langin et Peter Schlittenhardt Juges de lignes : John Waleski et Tarrington Wyonzek |
| 6 min            | Pénalités | 8 min                       | | Arbitrage : Mike Langin et Peter Schlittenhardt Juges de lignes : John Waleski et Tarrington Wyonzek |
| 31               | Tirs | 27                          | | Arbitrage : Mike Langin et Peter Schlittenhardt Juges de lignes : John Waleski et Tarrington Wyonzek |

##### Classement
| Clt   | Équipe   | PJ | V | VP | D | DP | BP | BC | Diff | Pts |
| ----- | -------- | -- | - | -- | - | -- | -- | -- | ---- | --- |
| +001, | Suède    | 3  | 2 | 0  | 1 | 0  | 12 | 8  | +4   | 6   |
| +002, | Finlande | 3  | 2 | 0  | 1 | 0  | 13 | 7  | +6   | 6   |
| +003, | Suisse   | 3  | 1 | 0  | 2 | 0  | 8  | 15 | -7   | 3   |
| +004, | Lettonie | 3  | 1 | 0  | 2 | 0  | 7  | 10 | -3   | 3   |

- En gras, qualifié pour les quarts de finale

Pour les significations des abréviations, voir statistiques du hockey sur glace.

### Phase finale

#### Tableau
|  | Quarts de finale                | Quarts de finale                |                        |                        | Demi-finales            | Demi-finales            |   |  | Finale                 | Finale                 |
|  | Quarts de finale                | Quarts de finale                |                        |                        | Demi-finales            | Demi-finales            |   |  | Finale                 | Finale                 |
|  |                                 |                                 |                        |                        |                         |                         |   |  |                        |                        |
|  | 28 avril, Fanatec Arena         | 28 avril, Fanatec Arena         |                        |                        | 30 avril, Fanatec Arena | 30 avril, Fanatec Arena |   |  | 1er mai, Fanatec Arena | 1er mai, Fanatec Arena |
|  | 28 avril, Fanatec Arena         | 28 avril, Fanatec Arena         |                        |                        | 30 avril, Fanatec Arena | 30 avril, Fanatec Arena |   |  | 1er mai, Fanatec Arena | 1er mai, Fanatec Arena |
|  | États-Unis                      | 13                              |                        |                        | 30 avril, Fanatec Arena | 30 avril, Fanatec Arena |   |  | 1er mai, Fanatec Arena | 1er mai, Fanatec Arena |
|  | États-Unis                      | 13                              |                        |                        | 30 avril, Fanatec Arena | 30 avril, Fanatec Arena |   |  | 1er mai, Fanatec Arena | 1er mai, Fanatec Arena |
|  | Lettonie                        | 3                               |                        |                        | 30 avril, Fanatec Arena | 30 avril, Fanatec Arena |   |  | 1er mai, Fanatec Arena | 1er mai, Fanatec Arena |
|  | Lettonie                        | 3                               | États-Unis             | 6                      |                         |                         |   |  | 1er mai, Fanatec Arena | 1er mai, Fanatec Arena |
|  | 28 avril, Erdgas Schwaben Arena |                                 | États-Unis             | 6                      |                         |                         |   |  | 1er mai, Fanatec Arena | 1er mai, Fanatec Arena |
|  |                                 | Tchéquie                        | 1                      |                        |                         |                         |   |  | 1er mai, Fanatec Arena | 1er mai, Fanatec Arena |
|  | Tchéquie                        | Tchéquie                        | 1                      | 8                      |                         |                         |   |  | 1er mai, Fanatec Arena | 1er mai, Fanatec Arena |
|  | Tchéquie                        |                                 |                        | 8                      |                         |                         |   |  | 1er mai, Fanatec Arena | 1er mai, Fanatec Arena |
|  | Suisse                          | 0                               |                        |                        |                         |                         |   |  | 1er mai, Fanatec Arena | 1er mai, Fanatec Arena |
|  | Suisse                          | 0                               | États-Unis             | 4                      |                         |                         |   |  |                        |                        |
|  | 28 avril, Fanatec Arena         |                                 | États-Unis             | 4                      |                         |                         |   |  |                        |                        |
|  |                                 | Suède                           | 6                      |                        |                         |                         |   |  |                        |                        |
|  | Suède                           | Suède                           | 6                      | 7                      |                         |                         |   |  |                        |                        |
|  | Suède                           | 30 avril, Fanatec Arena         |                        | 7                      |                         |                         |   |  |                        |                        |
|  | Allemagne                       | 1                               |                        |                        |                         |                         |   |  |                        |                        |
|  | Allemagne                       | 1                               | Suède                  | 2                      |                         |                         |   |  |                        |                        |
|  | 28 avril, Erdgas Schwaben Arena | 28 avril, Erdgas Schwaben Arena | Suède                  | 2                      | Match pour la 3e place  | Match pour la 3e place  |   |  |                        |                        |
|  | 28 avril, Erdgas Schwaben Arena | 28 avril, Erdgas Schwaben Arena |                        | Finlande               | Match pour la 3e place  | Match pour la 3e place  | 1 |  |                        |                        |
|  | Finlande                        | 6 P                             | 1er mai, Fanatec Arena | 1er mai, Fanatec Arena |                         |                         | 1 |  |                        |                        |
|  | Finlande                        | 6 P                             | 1er mai, Fanatec Arena | 1er mai, Fanatec Arena |                         |                         |   |  |                        |                        |
|  | Canada                          | 5                               |                        | Finlande               | 4                       |                         |   |  |                        |                        |
|  | Canada                          | 5                               |                        | Finlande               | 4                       |                         |   |  |                        |                        |
|  |                                 |                                 |                        |                        |                         |                         |   |  | Tchéquie               | 1                      |
|  |                                 |                                 |                        |                        |                         |                         |   |  | Tchéquie               | 1                      |

Légende
- P : Prolongation

#### Quarts de finale
| 28 avril | Finlande | 6-5 (pr) (2-2, 1-2, 2-1, 1-0) | Canada | Erdgas Schwaben Arena 918 spectateurs |

| Feuille de match | Feuille de match | Feuille de match                            | Feuille de match | Feuille de match                                                                                |
| ---------------- | --- | ------------------------------------------- | --- | ----------------------------------------------------------------------------------------------- |
|                  | - Kemell (Kaskimäki) — 9 min 6 s (SN) - Kemell (Lassila, Kulonummi) — 17 min 43 s (SN) - Männistö (Kiviharju) — 32 min 28 s - Kaskimäki (Lassila, Kulonummi) — 55 min 43 s (SN) Halttunen (Uronen) — 58 min 17 s (SN + JS) Kemell — 60 min 28 s | 0-1 1-1 1-2 2-2 2-3 2-4 3-4 3-5 4-5 5-5 6-5 | Delic (Ward, Fantilli) — 3 min 51 s - Hvidston (Sova, Dragicevic) — 13 min 34 s - Schuurman (Moldenhauer, Lorenz) — 25 min 24 s (SN) Bedard (Fantilli) — 25 min 52 s - Bedard — 50 min 21 s (IN) - | Arbitrage : Marc Iwert et Peter Schlittenhardt Juges de lignes : Tobias Schwenk et John Waleski |
| Leinonen         | Gardiens | Dyck                                        | | Arbitrage : Marc Iwert et Peter Schlittenhardt Juges de lignes : Tobias Schwenk et John Waleski |
| 4 min            | Pénalités | 12 min                                      | | Arbitrage : Marc Iwert et Peter Schlittenhardt Juges de lignes : Tobias Schwenk et John Waleski |
| 35               | Tirs | 29                                          | | Arbitrage : Marc Iwert et Peter Schlittenhardt Juges de lignes : Tobias Schwenk et John Waleski |

| 28 avril | Tchéquie | 8-0 (4-0, 3-0, 1-0) | Suisse | Fanatec Arena 505 spectateurs |

| Feuille de match | Feuille de match | Feuille de match                            | Feuille de match | Feuille de match                                                                                    |
| ---------------- | --- | ------------------------------------------- | ---------------- | --------------------------------------------------------------------------------------------------- |
|                  | Soukoup (Plos, Polák) — 2 min Šapovaliv (Hamara, Kulich) — 8 min 18 s (SN) Becher (Bares, Hamara) — 10 min 20 s Slavíček — 15 min 11 s Slavíček (Melovský, Prčík) — 21 min 32 s (SN) Kulich (Tůma, Cech) — 24 min 53 s Soukoup (Polák) — 34 min 39 s Kulich (Bares, Šapovaliv) — 45 min 41 s (SN) | 1-0 2-0 3-0 4-0 5-0 6-0 7-0 8-0             |                  | Arbitrage : Richard Magnusson et Sakari Suominen Juges de lignes : Onni Hautamäki et Anders Nyqvist |
| Schnattinger     | Gardiens | Beglieri (10 min 20 s) Uberti (49 min 40 s) |                  | Arbitrage : Richard Magnusson et Sakari Suominen Juges de lignes : Onni Hautamäki et Anders Nyqvist |
| 10 min           | Pénalités | 10 min                                      |                  | Arbitrage : Richard Magnusson et Sakari Suominen Juges de lignes : Onni Hautamäki et Anders Nyqvist |
| 36               | Tirs | 8                                           |                  | Arbitrage : Richard Magnusson et Sakari Suominen Juges de lignes : Onni Hautamäki et Anders Nyqvist |

| 28 avril | Suède | 7-1 (3-0, 1-1, 3-0) | Allemagne | Erdgas Schwaben Arena 1 703 spectateurs |

| Feuille de match | Feuille de match | Feuille de match                | Feuille de match                 | Feuille de match                                                                              |
| ---------------- | --- | ------------------------------- | -------------------------------- | --------------------------------------------------------------------------------------------- |
|                  | M. Hävelid (Lekkermimäki, Bystedt) — 2 min 23 s (2 SN) Born (Odelius) — 7 min 29 s Almgen (Lekkermimäki, Öhgren) — 19 min 31 s (SN) Öhgren (Lekkermimäki, Östlund) — 33 min 58 s (SN) - M. Hävelid (Lekkermimäki, Östlund) — 55 min 12 s (SN) Stenberg (Good Bogg, M. Hävelid) — 55 min 54 s Lekkermimäki (Östlund, M. Hävelid) — 57 min 28 s (SN) | 1-0 2-0 3-0 4-0 4-1 5-1 6-1 7-1 | - Hauf (Krening) — 35 min 58 s - | Arbitrage : Zsombor Pálkövi et Jakub Sindel Juges de lignes : David Kloucek et Davids Rozitis |
| H. Hävelid       | Gardiens | Wolf                            |                                  | Arbitrage : Zsombor Pálkövi et Jakub Sindel Juges de lignes : David Kloucek et Davids Rozitis |
| 33 min           | Pénalités | 18 min                          |                                  | Arbitrage : Zsombor Pálkövi et Jakub Sindel Juges de lignes : David Kloucek et Davids Rozitis |
| 46               | Tirs | 29                              |                                  | Arbitrage : Zsombor Pálkövi et Jakub Sindel Juges de lignes : David Kloucek et Davids Rozitis |

| 28 avril | États-Unis | 13-3 (6-1, 3-0, 4-2) | Lettonie | Fanatec Arena 504 spectateurs |

| Feuille de match | Feuille de match | Feuille de match                                                      | Feuille de match | Feuille de match |
| ---------------- | --- | --------------------------------------------------------------------- | --- | --- |
|                  | McGroarty (Hutson, Leddy) — 4 min 5 s Casey (Brindley, Nazar) — 5 min 29 s McGroarty (Hutson) — 7 min 40 s Stramel (Lucius, McGroarty) — 12 min 24 s Cooley (Gauthier, Snuggerud) — 12 min 52 s - Leonard — 15 min 33 s Gauthier (Snuggerud, Leddy) — 24 min 40 s Leonard (Kaplan) — 34 min 44 s Nazar (Duke, Casey) — 39 min 36 s Brindley (Howard, Nazar) — 47 min 14 s Leonard (Smith) — 47 min 38 s - Casey (Smith, Spicer) — 55 min 36 s Chesley (Cooley, Gauthier) — 57 min 32 s - | 1-0 2-0 3-0 4-0 5-0 5-1 6-1 7-1 8-1 9-1 10-1 11-1 11-2 12-2 13-2 13-3 | - Vilmanis — 13 min 32 s - Vackaktins (Locmelis, Vilmanis) — 52 min 31 s - Kruklitis (Locmelis, Veckaktins) — 59 min 45 s | Arbitrage : Lukas Kohlmüller, Mike Langin et Niclas Lundsgaard Juges de lignes : Patrick Laguzov et Tarington Wyonzek |
| Muszelik         | Gardiens | Rolovs (12 min 24 s) Feldbergs (47 min 36 s)                          | | Arbitrage : Lukas Kohlmüller, Mike Langin et Niclas Lundsgaard Juges de lignes : Patrick Laguzov et Tarington Wyonzek |
| 6 min            | Pénalités | 2 min                                                                 | | Arbitrage : Lukas Kohlmüller, Mike Langin et Niclas Lundsgaard Juges de lignes : Patrick Laguzov et Tarington Wyonzek |
| 64               | Tirs | 18                                                                    | | Arbitrage : Lukas Kohlmüller, Mike Langin et Niclas Lundsgaard Juges de lignes : Patrick Laguzov et Tarington Wyonzek |

#### Demi-finales
| 30 avril | États-Unis | 6-1 (0-1, 5-0, 1-0) | Tchéquie | Fanatec Arena 1 389 spectateurs |

| Feuille de match | Feuille de match | Feuille de match            | Feuille de match                             | Feuille de match                                                                               |
| ---------------- | --- | --------------------------- | -------------------------------------------- | ---------------------------------------------------------------------------------------------- |
|                  | - Lucius — 23 min 10 s Gauthier (Cooley) — 31 min 14 s Nazar (Brindley, Howard) — 33 min 17 s Howard (Spicer, Hutson) — 36 min 45 s Snuggerud (Cooley, Brzustewicz) — 38 min 17 s Snuggerud (Hutson, Howard) — 48 min 1 s (SN) | 0-1 1-1 2-1 3-1 4-1 5-1 6-1 | Kulich (Hamara, Šalé) — 15 min 54 s (2 SN) - | Arbitrage : Marc Iwert et Richard Magnusson Juges de lignes : Onni Hautamäki et Anders Nyqvist |
| Augustine        | Gardiens | Schnattinger                |                                              | Arbitrage : Marc Iwert et Richard Magnusson Juges de lignes : Onni Hautamäki et Anders Nyqvist |
| 12 min           | Pénalités | 8 min                       |                                              | Arbitrage : Marc Iwert et Richard Magnusson Juges de lignes : Onni Hautamäki et Anders Nyqvist |
| 38               | Tirs | 27                          |                                              | Arbitrage : Marc Iwert et Richard Magnusson Juges de lignes : Onni Hautamäki et Anders Nyqvist |

| 30 avril | Suède | 2-1 (0-0, 1-0, 1-1) | Finlande | Fanatec Arena 1 430 spectateurs |

| Feuille de match | Feuille de match                                                                       | Feuille de match | Feuille de match                            | Feuille de match                                                                                        |
| ---------------- | -------------------------------------------------------------------------------------- | ---------------- | ------------------------------------------- | --- |
|                  | Stenberg (Pettersson) — 23 min 18 s - Lekkerimäki (Östlund, Öhgren) — 59 min 28 s (SN) | 1-0 1-1 2-1      | - Nyman (Laakso, Kiviharju) — 55 min 34 s - | Arbitrage : Peter Schlittenhardt et Jakub Sindel Juges de lignes : Davids Rozitis et Tarrington Wyonzek |
| H. Hävelid       | Gardiens                                                                               | Leinonen         |                                             | Arbitrage : Peter Schlittenhardt et Jakub Sindel Juges de lignes : Davids Rozitis et Tarrington Wyonzek |
| 6 min            | Pénalités                                                                              | 8 min            |                                             | Arbitrage : Peter Schlittenhardt et Jakub Sindel Juges de lignes : Davids Rozitis et Tarrington Wyonzek |
| 23               | Tirs                                                                                   | 42               |                                             | Arbitrage : Peter Schlittenhardt et Jakub Sindel Juges de lignes : Davids Rozitis et Tarrington Wyonzek |

#### Match pour la troisième place
| 1er mai | Finlande | 4-1 (1-1, 1-0, 2-0) | Tchéquie | Fanatec Arena 1 649 spectateurs |

| Feuille de match | Feuille de match | Feuille de match    | Feuille de match                     | Feuille de match                                                                                          |
| ---------------- | --- | ------------------- | ------------------------------------ | --- |
|                  | - Kemell (Kiviharju, Lassila) — 9 min 5 s Kemell (Kaskimäki, Lassila) — 33 min 24 s Lassila (Kemell) — 54 min 58 s Lassila (Laakso) — 59 min 11 s | 0-1 1-1 2-1 3-1 4-1 | Becher (Bares, Nemec) — 5 min 27 s - | Arbitrage : Richard Magnusson et Peter Schlittenhardt Juges de lignes : Patrick Laguzov et Anders Nyqvist |
| Leinonen         | Gardiens | Schnattinger        |                                      | Arbitrage : Richard Magnusson et Peter Schlittenhardt Juges de lignes : Patrick Laguzov et Anders Nyqvist |
| 2 min            | Pénalités | 4 min               |                                      | Arbitrage : Richard Magnusson et Peter Schlittenhardt Juges de lignes : Patrick Laguzov et Anders Nyqvist |
| 34               | Tirs | 27                  |                                      | Arbitrage : Richard Magnusson et Peter Schlittenhardt Juges de lignes : Patrick Laguzov et Anders Nyqvist |

#### Finale
| 1er mai | États-Unis | 4-6 (2-2, 1-2, 1-2) | Suède | Fanatec Arena 2 560 spectateurs |

| Feuille de match | Feuille de match | Feuille de match                        | Feuille de match | Feuille de match                                                                             |
| ---------------- | --- | --------------------------------------- | --- | -------------------------------------------------------------------------------------------- |
|                  | Leonard (Kaplan) — 2 min 24 s - Nazar (Duke) — 15 min 56 s - McGroarty (Cooley, Stramel) — 36 min 3 s - McGroarty (Howard, Gauthier) — 56 min 49 s (SN + JS) - | 1-0 1-1 1-2 2-2 2-3 2-4 3-4 3-5 4-5 4-6 | - Pettersson (Odelius) — 12 min 9 s Östlund (Lekkerimäki, Öhgren) — 13 min 12 s - Öhgren (M. Hävelid, Lekkerimäki) — 31 min 59 s (SN) Östlund (Pettersson, M. Hävelid) — 35 min 14 s (2 SN) - Öhgren (Lekkerimäki) — 49 min 41 s - Lekkerimäki (M. Hävelid) — 59 min 29 s (CV) | Arbitrage : Marc Iwert et Mike Langin Juges de lignes : Onni Hautamäki et Tarrington Wyonzek |
| Augustine        | Gardiens | H. Hävelid                              | | Arbitrage : Marc Iwert et Mike Langin Juges de lignes : Onni Hautamäki et Tarrington Wyonzek |
| 16 min           | Pénalités | 14 min                                  | | Arbitrage : Marc Iwert et Mike Langin Juges de lignes : Onni Hautamäki et Tarrington Wyonzek |
| 51               | Tirs | 15                                      | | Arbitrage : Marc Iwert et Mike Langin Juges de lignes : Onni Hautamäki et Tarrington Wyonzek |

### Classement final
| Place              | Équipe     |
| ------------------ | ---------- |
| Médaille d'or      | Suède      |
| Médaille d'argent  | États-Unis |
| Médaille de bronze | Finlande   |
| 4                  | Tchéquie   |
| 5                  | Canada     |
| 6                  | Suisse     |
| 7                  | Lettonie   |
| 8                  | Allemagne  |

### Récompenses individuelles
| Équipe-type des médias.                                         |
| Lekkerimäki Cooley Kulich Hutson Hamara H. Hävelid MVP : Kulich |
| Lekkerimäki Cooley Kulich Hutson Hamara H. Hävelid MVP : Kulich |

Équipe type IIHF :
- Meilleur gardien : Hugo Hävelid (Suède)
- Meilleur défenseur : Lane Hutson (États-Unis)
- Meilleur attaquant : Logan Cooley (États-Unis)

### Statistiques individuelles
| Clt | Joueur               | Équipe     | PJ | B | A  | Pts | Pun | +/- |
| --- | -------------------- | ---------- | -- | - | -- | --- | --- | --- |
| 1   | Jonathan Lekkerimäki | Suède      | 6  | 5 | 10 | 15  | 4   | +4  |
| 2   | Mattias Hävelid      | Suède      | 6  | 4 | 8  | 12  | 0   | +4  |
| 3   | Jiří Kulich          | Tchéquie   | 6  | 9 | 2  | 11  | 2   | -6  |
| 4   | Isaac Howard         | États-Unis | 6  | 6 | 5  | 11  | 2   | +8  |
| 5   | Noah Östlund         | Suède      | 6  | 4 | 6  | 10  | 6   | +3  |
| 6   | Logan Cooley         | États-Unis | 6  | 3 | 7  | 10  | 4   | +5  |
| 7   | Rutger McGroarty     | États-Unis | 6  | 8 | 1  | 9   | 27  | +8  |
| 8   | Cutter Gauthier      | États-Unis | 6  | 3 | 6  | 9   | 6   | +3  |
| 8   | Nazar Frank          | États-Unis | 6  | 3 | 6  | 9   | 4   | +7  |
| 8   | Liam Öhgren          | Suède      | 6  | 3 | 6  | 9   | 2   | +4  |

| Clt                                                                                               | Joueur               | Équipe     | PJ | Min      | BC | Moy  | %Arr  | Bl |
| ------------------------------------------------------------------------------------------------- | -------------------- | ---------- | -- | -------- | -- | ---- | ----- | -- |
| 1                                                                                                 | Hugo Hävelid         | Suède      | 5  | 298 h 28 | 12 | 2,41 | 92,94 | 0  |
| 2                                                                                                 | Topias Leinonen      | Finlande   | 5  | 298 h 32 | 13 | 2,61 | 89,68 | 0  |
| 3                                                                                                 | Kenneth Augustine    | États-Unis | 4  | 238 h 36 | 11 | 2,77 | 88,17 | 0  |
| 4                                                                                                 | Simon Wolf           | Allemagne  | 3  | 151 h 35 | 17 | 6,73 | 87,59 | 0  |
| 5                                                                                                 | Michael Schnattinger | Tchéquie   | 4  | 237 h 37 | 15 | 3,79 | 87,29 | 1  |
| 6                                                                                                 | Reid Dyck            | Canada     | 3  | 182 h 18 | 20 | 6,58 | 85,51 | 0  |
| 7                                                                                                 | Loris Uberti         | Suisse     | 2  | 109 h 13 | 9  | 4,94 | 85,25 | 0  |
| 8                                                                                                 | Deivs Rolovs         | Lettonie   | 4  | 156 h 46 | 13 | 4,98 | 84,52 | 0  |
| 9                                                                                                 | Alessio Beglieri     | Suisse     | 3  | 130 h 20 | 12 | 5,52 | 83,10 | 0  |
| Nota : seuls sont classés les gardiens ayant joué au minimum 40 % du temps de jeu de leur équipe. |                      |            |    |          |    |      |       |    |

Pour les significations des abréviations, voir statistiques du hockey sur glace.

## Autres Divisions

### Division I

#### Groupe A
La compétition se déroule du 11 au 17 avril 2022 à Spišská Nová Ves en Slovaquie. 
Légende :
- En gras, promu en Division élite
- En italique, relégué en Division I, groupe B

Pour les significations des abréviations, voir statistiques du hockey sur glace.
| Clt   | Équipe     | PJ | V | VP | D | DP | BP | BC | Diff | Pts |
| ----- | ---------- | -- | - | -- | - | -- | -- | -- | ---- | --- |
| +001, | Slovaquie  | 5  | 5 | 0  | 0 | 0  | 27 | 11 | +16  | 15  |
| +002, | Norvège    | 5  | 4 | 0  | 1 | 0  | 26 | 12 | +14  | 12  |
| +003, | France     | 5  | 3 | 0  | 2 | 0  | 16 | 17 | -1   | 9   |
| +004, | Kazakhstan | 5  | 2 | 0  | 3 | 0  | 15 | 23 | -8   | 6   |
| +005, | Danemark   | 5  | 1 | 0  | 4 | 0  | 14 | 16 | -2   | 3   |
| +006, | Japon      | 5  | 0 | 0  | 5 | 0  | 8  | 27 | -19  | 0   |

| 11 avril | France     | 4 | 3 | Danemark   |
| 11 avril | Norvège    | 9 | 2 | Kazakhstan |
| 11 avril | Japon      | 2 | 8 | Slovaquie  |
| 12 avril | Kazakhstan | 2 | 4 | France     |
| 12 avril | Danemark   | 6 | 1 | Japon      |
| 12 avril | Slovaquie  | 5 | 2 | Norvège    |
| 14 avril | Japon      | 2 | 5 | Norvège    |
| 14 avril | Kazakhstan | 4 | 2 | Danemark   |
| 14 avril | Slovaquie  | 6 | 3 | France     |
| 15 avril | Kazakhstan | 4 | 3 | Japon      |
| 15 avril | Norvège    | 6 | 1 | France     |
| 15 avril | Danemark   | 1 | 3 | Slovaquie  |
| 17 avril | France     | 4 | 0 | Japon      |
| 17 avril | Danemark   | 2 | 4 | Norvège    |
| 17 avril | Slovaquie  | 5 | 3 | Kazakhstan |

#### Groupe B
La compétition se déroule du 25 avril au 1er mai à Asiago en Italie. 
Légende :
- En gras, promu en Division I, groupe A
- En italique, relégué en Division II, groupe A

Pour les significations des abréviations, voir statistiques du hockey sur glace.
| Clt   | Équipe   | PJ | V | VP | D | DP | BP | BC | Diff | Pts |
| ----- | -------- | -- | - | -- | - | -- | -- | -- | ---- | --- |
| +001, | Hongrie  | 5  | 5 | 0  | 0 | 0  | 19 | 3  | +16  | 15  |
| +002, | Ukraine  | 5  | 4 | 0  | 1 | 0  | 30 | 11 | +19  | 12  |
| +003, | Italie   | 5  | 3 | 0  | 2 | 0  | 15 | 18 | -3   | 9   |
| +004, | Slovénie | 5  | 2 | 0  | 3 | 0  | 12 | 12 | 0    | 6   |
| +005, | Autriche | 5  | 1 | 0  | 4 | 0  | 11 | 24 | -13  | 3   |
| +006, | Pologne  | 5  | 0 | 0  | 5 | 0  | 11 | 30 | -20  | 0   |

| 25 avril | Pologne  | 1  | 6 | Ukraine  |
| 25 avril | Slovénie | 0  | 3 | Hongrie  |
| 25 avril | Italie   | 2  | 1 | Autriche |
| 26 avril | Hongrie  | 5  | 2 | Pologne  |
| 26 avril | Autriche | 1  | 4 | Slovénie |
| 26 avril | Ukraine  | 6  | 3 | Italie   |
| 28 avril | Autriche | 0  | 4 | Hongrie  |
| 28 avril | Pologne  | 5  | 8 | Italie   |
| 28 avril | Ukraine  | 5  | 1 | Slovénie |
| 29 avril | Autriche | 5  | 2 | Pologne  |
| 29 avril | Hongrie  | 2  | 1 | Ukraine  |
| 29 avril | Italie   | 2  | 1 | Slovénie |
| 1er mai  | Ukraine  | 12 | 4 | Autriche |
| 1er mai  | Slovénie | 6  | 1 | Pologne  |
| 1er mai  | Hongrie  | 5  | 0 | Italie   |

### Division II

#### Groupe A
La compétition se déroule du 3 au 9 avril 2022 à Tallinn en Estonie. 
Légende :
- En gras, promu en Division I, groupe B
- En italique, relégué en Division II, groupe B
- P : Prolongations

Pour les significations des abréviations, voir statistiques du hockey sur glace.
| Clt   | Équipe          | PJ | V | VP | D | DP | BP | BC | Diff | Pts |
| ----- | --------------- | -- | - | -- | - | -- | -- | -- | ---- | --- |
| +001, | Corée du Sud    | 5  | 4 | 0  | 1 | 0  | 33 | 9  | +24  | 12  |
| +002, | Estonie         | 5  | 4 | 0  | 1 | 0  | 24 | 7  | +17  | 12  |
| +003, | Grande-Bretagne | 5  | 3 | 1  | 1 | 0  | 20 | 9  | +11  | 11  |
| +004, | Lituanie        | 5  | 2 | 0  | 3 | 0  | 16 | 21 | -5   | 6   |
| +005, | Roumanie        | 5  | 1 | 0  | 3 | 1  | 6  | 21 | -15  | 4   |
| +006, | Serbie          | 5  | 0 | 0  | 5 | 0  | 7  | 39 | -32  | 0   |

| 3 avril | Serbie          | 2   | 3 | Roumanie        |
| 3 avril | Estonie         | 3   | 2 | Grande-Bretagne |
| 3 avril | Lituanie        | 3   | 5 | Corée du Sud    |
| 5 avril | Grande-Bretagne | 3 P | 2 | Roumanie        |
| 5 avril | Corée du Sud    | 15  | 2 | Serbie          |
| 5 avril | Lituanie        | 3   | 8 | Estonie         |
| 6 avril | Grande-Bretagne | 3   | 2 | Corée du Sud    |
| 6 avril | Lituanie        | 6   | 3 | Serbie          |
| 6 avril | Estonie         | 5   | 0 | Roumanie        |
| 8 avril | Roumanie        | 1   | 2 | Lituanie        |
| 8 avril | Serbie          | 0   | 8 | Grande-Bretagne |
| 8 avril | Corée du Sud    | 2   | 1 | Estonie         |
| 9 avril | Grande-Bretagne | 4   | 2 | Lituanie        |
| 9 avril | Estonie         | 7   | 0 | Serbie          |
| 9 avril | Roumanie        | 0   | 9 | Corée du Sud    |

#### Groupe B
La compétition se déroule du 21 au 24 mars 2022 à Sofia en Bulgarie. 
L'Australie et la Chine déclarent forfait en raison de la pandémie de Covid-19.
Légende :
- Promu en Division II, groupe A
- Relégué en Division III, groupe A
- Forfait
- P : Prolongations
- F : Tirs de fusillade

Pour les significations des abréviations, voir statistiques du hockey sur glace.
| Clt   | Équipe    | PJ | V | VP | D | DP | BP | BC | Diff | Pts |
| ----- | --------- | -- | - | -- | - | -- | -- | -- | ---- | --- |
| +001, | Croatie   | 3  | 3 | 0  | 0 | 0  | 18 | 2  | +16  | 9   |
| +002, | Espagne   | 3  | 2 | 0  | 1 | 0  | 9  | 7  | +2   | 6   |
| +003, | Pays-Bas  | 3  | 1 | 0  | 2 | 0  | 10 | 12 | -2   | 3   |
| +004, | Bulgarie  | 3  | 0 | 0  | 3 | 0  | 3  | 19 | -16  | 0   |
| -     | Australie | 0  | 0 | 0  | 0 | 0  | 0  | 0  | 0    | 0   |
| -     | Chine     | 0  | 0 | 0  | 0 | 0  | 0  | 0  | 0    | 0   |

| 21 mars | Espagne  | 0 | 5 | ' Croatie |
| 21 mars | Pays-Bas | 8 | 1 | Bulgarie  |
| 22 mars | Pays-Bas | 1 | 8 | ' Croatie |
| 22 mars | Bulgarie | 1 | 6 | Espagne   |
| 24 mars | Espagne  | 3 | 1 | Pays-Bas  |
| 24 mars | 'Croatie | 5 | 1 | Bulgarie  |

### Division III

#### Groupe A
La compétition se déroule du 11 au 17 avril 2022 à Istanbul en Turquie. 
Légende :
- En gras, promu en Division II, groupe B
- En italique, relégué en Division III, groupe B
- P : Prolongations

Pour les significations des abréviations, voir statistiques du hockey sur glace.
| Clt   | Équipe         | PJ | V | VP | D | DP | BP | BC | Diff | Pts |
| ----- | -------------- | -- | - | -- | - | -- | -- | -- | ---- | --- |
| +001, | Taipei chinois | 5  | 4 | 0  | 1 | 0  | 24 | 11 | +13  | 12  |
| +002, | Belgique       | 5  | 4 | 0  | 1 | 0  | 23 | 8  | +15  | 12  |
| +003, | Islande        | 5  | 4 | 0  | 1 | 0  | 18 | 12 | +6   | 12  |
| +004, | Israël         | 5  | 2 | 0  | 3 | 0  | 15 | 19 | -4   | 6   |
| +005, | Mexique        | 5  | 0 | 1  | 4 | 0  | 8  | 22 | -14  | 2   |
| +006, | Turquie        | 5  | 0 | 0  | 4 | 1  | 8  | 24 | -16  | 1   |

| 11 avril | Israël         | 4 | 3   | Mexique        |
| 11 avril | Islande        | 3 | 1   | Belgique       |
| 11 avril | Taipei chinois | 8 | 3   | Turquie        |
| 12 avril | Israël         | 3 | 6   | Islande        |
| 12 avril | Mexique        | 0 | 4   | Taipei chinois |
| 12 avril | Belgique       | 5 | 0   | Turquie        |
| 14 avril | Belgique       | 9 | 1   | Mexique        |
| 14 avril | Israël         | 2 | 5   | Taipei chinois |
| 14 avril | Islande        | 4 | 2   | Turquie        |
| 15 avril | Taipei chinois | 2 | 4   | Belgique       |
| 15 avril | Mexique        | 1 | 3   | Islande        |
| 15 avril | Turquie        | 1 | 4   | Israël         |
| 17 avril | Islande        | 2 | 5   | Taipei chinois |
| 17 avril | Belgique       | 4 | 2   | Israël         |
| 17 avril | Turquie        | 2 | 3 P | Mexique        |

#### Groupe B
La compétition se déroule du 17 au 22 avril 2022 à Sarajevo en Bosnie-Herzégovine. 
Hong Kong et la Nouvelle-Zélande ont déclaré forfait en raison de la pandémie de Covid-19,.
Comme il ne reste que 3 équipes dans le groupe, elle jouent chacune l'une contre l'autre  deux fois, leur permettant ainsi de disputer 4 matches.
Légende :
- En gras, promu en Division III, groupe A
- Forfait
- P : Prolongations
- F : Tirs de fusillade

Pour les significations des abréviations, voir statistiques du hockey sur glace.
| Clt   | Équipe             | PJ | V | VP | D | DP | BP | BC | Diff | Pts |
| ----- | ------------------ | -- | - | -- | - | -- | -- | -- | ---- | --- |
| +001, | Bosnie-Herzégovine | 4  | 4 | 0  | 0 | 0  | 37 | 15 | +22  | 12  |
| +002, | Luxembourg         | 4  | 1 | 0  | 3 | 0  | 20 | 36 | -16  | 3   |
| +003, | Afrique du Sud     | 4  | 1 | 0  | 3 | 0  | 21 | 27 | -6   | 3   |
|       | Hong Kong          | 0  | 0 | 0  | 0 | 0  | 0  | 0  | 0    | 0   |
|       | Nouvelle-Zélande   | 0  | 0 | 0  | 0 | 0  | 0  | 0  | 0    | 0   |

| 17 avril | Afrique du Sud     | 4  | 8  | Bosnie-Herzégovine |
| 18 avril | Bosnie-Herzégovine | 11 | 4  | Luxembourg         |
| 19 avril | Afrique du Sud     | 7  | 4  | Luxembourg         |
| 20 avril | Bosnie-Herzégovine | 6  | 4  | Afrique du Sud     |
| 21 avril | Luxembourg         | 3  | 12 | Bosnie-Herzégovine |
| 22 avril | Luxembourg         | 9  | 6  | Afrique du Sud     |